# Lucknow
Lucknow (/ˈlʌknaʊ/ ⓘ, Lakhna'ū) là thủ phủ của bang Uttar Pradesh, Ấn Độ.
Đây là thành phố lớn nhất Uttar Pradesh, là thành phố đông dân thứ 11 của Ấn Độ và đại đô thị đông dân thứ 12 nước này. Lucknow từ lâu đã là một thành phố đa văn hóa nơi văn hóa và nghệ thuật Bắc Ấn Độ sinh sôi nảy nở. Ngày nay, nơi đây vẫn là một trung tâm chính trị, hành chính, giáo dục, giao thương, khoa học, kỹ thuật, âm nhạc, và thơ ca quan trọng.
Thành phố nằm ở độ cao khoảng 123 mét (404 ft) trên mực nước biển. Huyện Lucknow mà thành phố nằm trong có diện tích 2.528 kilômét vuông (976 dặm vuông Anh). Lucknow tiếp giáp với Barabanki về phía bắc, Unnao về phía tây, Raebareli về phía nam và Sitapur và Hardoi về phía bắc. Tiếng Hindi là ngôn ngữ chính tại thành phố và tiếng Urdu cũng được dùng rộng rãi. Lucknow là trung tâm Hồi giáo Shia ở Ấn Độ.
Về lịch sử, Lucknow dưới vai trò thủ phủ vùng Awadh từng được quản lý bởi Hồi quốc Delhi rồi Đế quốc Mughal. Nó sau đó được chuyển giao cho Nawab của Awadh. Năm 1856, Công ty Đông Ấn Anh phế truất chính quyền địa phương và giành quyền quản lý toàn thành phố (và toàn Awadh), và, năm 1857, chuyển nó cho Raj thuộc Anh. Nó được ghi nhận là thành phố phát triển nhanh thứ 17 của Ấn Độ và thứ 74 trên thế giới.

## Tên gọi
"Lucknow" là dạng Anh hóa của tên gọi địa phương "Lakhnau". Theo một truyền thuyết, thành phố được đặt tên theo Lakshmana, một anh hùng trong sử thi Ramayana. Truyền thuyết kể rằng Lakshmana từng có một cung điện trong vùng, gọi là Lakshmanapuri (tiếng Phạn: लक्ष्मणपुरी, nghĩa là thành phố của Lakshmana). Tuy nhiên, người theo phong trào Dalit tin rằng Lakhan Pasi, một dalit, là người lập nên thành phố và đặt tên mình cho nó. Nơi này sau đó mang tên Lakhanpur (hay Lachhmanpur) vào thế kỷ 11, rồi sau nữa, Lucknow.

## Khí hậu
| Dữ liệu khí hậu của Lucknow (Sân bay quốc tế Amausi)                    | Dữ liệu khí hậu của Lucknow (Sân bay quốc tế Amausi) | Dữ liệu khí hậu của Lucknow (Sân bay quốc tế Amausi) | Dữ liệu khí hậu của Lucknow (Sân bay quốc tế Amausi) | Dữ liệu khí hậu của Lucknow (Sân bay quốc tế Amausi) | Dữ liệu khí hậu của Lucknow (Sân bay quốc tế Amausi) | Dữ liệu khí hậu của Lucknow (Sân bay quốc tế Amausi) | Dữ liệu khí hậu của Lucknow (Sân bay quốc tế Amausi) | Dữ liệu khí hậu của Lucknow (Sân bay quốc tế Amausi) | Dữ liệu khí hậu của Lucknow (Sân bay quốc tế Amausi) | Dữ liệu khí hậu của Lucknow (Sân bay quốc tế Amausi) | Dữ liệu khí hậu của Lucknow (Sân bay quốc tế Amausi) | Dữ liệu khí hậu của Lucknow (Sân bay quốc tế Amausi) | Dữ liệu khí hậu của Lucknow (Sân bay quốc tế Amausi) |
| Tháng                                                                   | 1                                                    | 2                                                    | 3                                                    | 4                                                    | 5                                                    | 6                                                    | 7                                                    | 8                                                    | 9                                                    | 10                                                   | 11                                                   | 12                                                   | Năm                                                  |
| ----------------------------------------------------------------------- | ---------------------------------------------------- | ---------------------------------------------------- | ---------------------------------------------------- | ---------------------------------------------------- | ---------------------------------------------------- | ---------------------------------------------------- | ---------------------------------------------------- | ---------------------------------------------------- | ---------------------------------------------------- | ---------------------------------------------------- | ---------------------------------------------------- | ---------------------------------------------------- | ---------------------------------------------------- |
| Cao kỉ lục °C (°F)                                                      | 30.4 (86.7)                                          | 34.2 (93.6)                                          | 40.9 (105.6)                                         | 45.0 (113.0)                                         | 46.2 (115.2)                                         | 47.7 (117.9)                                         | 44.2 (111.6)                                         | 40.4 (104.7)                                         | 40.1 (104.2)                                         | 37.7 (99.9)                                          | 38.0 (100.4)                                         | 29.9 (85.8)                                          | 47.7 (117.9)                                         |
| Trung bình ngày tối đa °C (°F)                                          | 22.5 (72.5)                                          | 25.8 (78.4)                                          | 32.0 (89.6)                                          | 38.0 (100.4)                                         | 40.0 (104.0)                                         | 38.4 (101.1)                                         | 33.9 (93.0)                                          | 33.2 (91.8)                                          | 33.1 (91.6)                                          | 32.8 (91.0)                                          | 29.2 (84.6)                                          | 24.6 (76.3)                                          | 32.0 (89.6)                                          |
| Tối thiểu trung bình ngày °C (°F)                                       | 7.5 (45.5)                                           | 9.8 (49.6)                                           | 14.5 (58.1)                                          | 20.5 (68.9)                                          | 24.6 (76.3)                                          | 26.7 (80.1)                                          | 26.0 (78.8)                                          | 25.6 (78.1)                                          | 24.1 (75.4)                                          | 19.1 (66.4)                                          | 12.8 (55.0)                                          | 8.4 (47.1)                                           | 18.3 (64.9)                                          |
| Thấp kỉ lục °C (°F)                                                     | −1.0 (30.2)                                          | 0.0 (32.0)                                           | 5.4 (41.7)                                           | 10.9 (51.6)                                          | 17.0 (62.6)                                          | 19.7 (67.5)                                          | 21.5 (70.7)                                          | 22.2 (72.0)                                          | 17.2 (63.0)                                          | 10.0 (50.0)                                          | 3.9 (39.0)                                           | 0.5 (32.9)                                           | −1.0 (30.2)                                          |
| Lượng mưa trung bình mm (inches)                                        | 20.2 (0.80)                                          | 16.0 (0.63)                                          | 10.0 (0.39)                                          | 5.0 (0.20)                                           | 18.4 (0.72)                                          | 122.9 (4.84)                                         | 269.9 (10.63)                                        | 255.3 (10.05)                                        | 211.5 (8.33)                                         | 40.9 (1.61)                                          | 7.4 (0.29)                                           | 12.6 (0.50)                                          | 990.1 (38.98)                                        |
| Số ngày mưa trung bình                                                  | 1.5                                                  | 1.5                                                  | 1.0                                                  | 0.6                                                  | 1.6                                                  | 5.4                                                  | 12.0                                                 | 11.6                                                 | 8.6                                                  | 1.7                                                  | 0.5                                                  | 0.8                                                  | 46.8                                                 |
| Nguồn: India Meteorological Department (record high and low up to 2010) |                                                      |                                                      |                                                      |                                                      |                                                      |                                                      |                                                      |                                                      |                                                      |                                                      |                                                      |                                                      |                                                      |